# Sauvagesia nudicaulis
Sauvagesia nudicaulis är en tvåhjärtbladig växtart som beskrevs av Bassett Maguire och Wurdack. Sauvagesia nudicaulis ingår i släktet Sauvagesia och familjen Ochnaceae. Inga underarter finns listade i Catalogue of Life.